# Орехово (Смолянская область)
Орехово (болг. Орехово) — село в Болгарии. Находится в Смолянской области, входит в общину Чепеларе. Население составляет 197 человек.

## Политическая ситуация
В местном кметстве Орехово, в состав которого входит Орехово, должность кмета (старосты) исполняет Павлина Стефанова Рангелова-Петкова (Граждане за европейское развитие Болгарии (ГЕРБ)) по результатам выборов правления кметства в 2007 году.
Кмет (мэр) общины Чепеларе — Георги Иванов Попов (Болгарская социалистическая партия (БСП)) по результатам выборов 2007 года в правление общины.